# Андрій (Римаренко)
Адріан Адріанович Римаренко (28 березня 1893, Ромни, Полтавська губернія нині Сумської області — 12 липня 1978, Спринг-Веллі, штат Нью-Йорк) — український релігійний діяч. Настоятель Олександро-Невського храму міста Ромни. Після Другої світової війни — член неканонічної РПЦЗ, єпископ Роклендський. Був популярною фігурою в середовищі московської інтелігенції в СРСР.

## Біографія
Адріан Адріанович Римаренко народився 28 березня (по новому стилю) 1893 р. в місті Ромни Полтавської губернії нині Сумської області в сім'ї збіднілого промисловця. Отримавши освіту, Адріан прийняв сан священика.
В Ромнах вулицю Тельмана в 2017 році перейменували у вулицю Римаренків.

## Освіта
Закінчив Роменське духовне училище. Навчався в Роменському реальному училищі, після закінчення якого він поступив у політехнічний інститут Петрограду. Закінчив інститут з відзнакою, отримав професію інженера. Будучи інженером, А. Римаренко цікавився творчістю Ф. М. Достоєвського, зустрічався з православними пастирями.

## В Україні
Пошуки сенсу життя привели Адріана в Оптину пустелю, де він знайшов духівника і путівника свого життя — ієромонаха Нектарія. Адріан Адріанович Римаренко отримав сан ієрея у жовтні 1921 року. П'ять років служив у Олександро-Невському соборі рідного міста Ромни. В 1926 році церква була закрита, а священик зазнав переслідувань радянської влади. Він змушений був виїхати у Київ, де багато років перебував на нелегальному становищі. Сім'я отця Адріана залишилася без коштів для існування. Приписатися до якої-небудь церкви в Києві було неможливо, настоятелі боялися арешту. Отцю Адріану доводилося нелегально жити поперемінно у своїх київських знайомих, на богослужіннях він бував лише таємно, ховаючись в кутку вівтаря. До того ж, не у всі церкви його пускали, бо він залишався незареєстрованим священиком. У 1930 р. Адріана Адріановича заарештували. Із в'язниці батюшка вирвався буквально дивом. Його звільнили лише тому, що тяжко захворів. У 1934 р. батюшка знов «легалізувався» для богослужіння. Протоієрей Адріан Римаренко був призначений настоятелем Миколаївської церкви на Аскольдовій могилі. З 8 травня 1935 года був настоятелем Свято-Пантелеймонівської церкви на Куренівці. Перед війною священик Римаренко змушений був переховуватися. У роки фашистської окупації був духівником Покровського жіночого монастиря, створив будинок для престарілих і покалічених, лікарню.

## У Німеччині
З 17 листопада 1943 році виконував обов'язки настоятеля кафедрального Воскресенського собору Берліна, з 8 березня 1944 року — настоятель цього собору в сані протопресвітера. Був духовним пастирем для самих різних категорій віруючих: для «старих емігрантів», військовополонених. У час настоятельства отця Адріана служби стали щоденними (вранці і ввечері), настоятель не припиняв богослужінь навіть під час бомбардувань Берліна. У соборі була відкрита їдальня, в якій годували російських людей, які жили в Берліні. Собор перетворився на цілодобовий пункт надання допомоги.

## У Сполучених Штатах Америки
У 1949 році разом із громадою віруючих переїхав до Сполучених Штатів. У Спрінг-Веллі (штату Нью-Йорк) він заснував Ново-Дівеєвський жіночий монастир. У монастирі особливо шанували: Володимирський образ Божої Матері з Оптиної пустелі; образ преподобного Серафима, писаний за його життя; хрест із Іпатіївського будинку в Єкатеринбурзі, де була вбита сім'я останнього російського царя Миколи II; два образи Спасителя, які належали Миколі II і знаходилися з ним тв Тобольську і Єкатеринбурзі.
Після смерті дружини прийняв постриг з іменем Андрій. З березня 1968 року отримав сан єпископа Роклендського, з 1973 року — сан архієпископа. 22 липня 1975 року владику Андрія відвідав російський письменник Олександр Солженіцин. У 1976 році з архієпископом спілкувалися Мстислав Ростропович з Галиною Вишневської.
Помер 12 липня 1978 року. Похований у передмісті Нью-Йорка.